# Paul Feuerbaum
Paul Karl Feuerbaum (* 5. März 1900 in Dortmund; † 31. August 1942 in Elley, Kreis Mitau) war ein deutscher Land- und Volkswirt sowie Hauptabteilungsleiter des Reichsstandes des deutschen Handwerks in Berlin. Daneben war er Geschäftsführer der Reichsgeschäftsstelle der bauwirtschaftlichen Einrichtungen im Reichsstand des deutschen Handwerks GmbH Berlin.

## Leben
Er war der Sohn des selbstständigen Drechslermeisters Heinrich Feuerbaum und dessen Ehefrau Emma, geborene Hemmer. Der Politiker und Reichsinnungsmeister des Drechslerhandwerks Johannes Feuerbaum war sein älterer Bruder. 
Im Anschluss an die Schulausbildung studierte Paul und wurde Diplom-Landwirt und -Volkswirt, 1925 promovierte er an der Universität Leipzig zum Dr. phil. Das Thema seiner Dissertation lautete Wollhandel und Wollpreise. Er arbeitete zunächst als Generalsekretär des Landesverbandes Hamburg der Deutschen Volkspartei (DVP). Später wechselte er nach Berlin, wo er sich zunächst in Charlottenburg, zuletzt in Waidmannslust niederließ und als kaufmännischer Direktor sowie Hauptabteilungsleiter des Reichsstandes des deutschen Handwerks tätig war. 
Feuerbaum war außerdem Vorstandsmitglied der Treubau A.-G. für Baufinanzierungen im deutschen Reiche in Berlin, im Aufsichtsrat der Bau- und Finanz-Aktiengesellschaft des Schlesischen Handwerks in Breslau sowie im Aufsichtsrat der Thüringischen Landes-Treuhand- und Revisions-GmbH in Weimar und im Aufsichtsrat der Treugenossen Deutsche Wirtschaftsprüfung AG in Köln und Dortmund. 1940 wurde er außerdem in den Aufsichtsrat der Handwerks-Wohnungsbau AG Rhein-Mosel in Dortmund gewählt. 1942 erhielt er dort einen Vertreter, da er mit anderen kriegswichtigen Aufgaben im deutschbesetzten Teil der Sowjetunion betraut worden war. Bis 1939 war Feuerbaum außerdem Vorstandsmitglied der Gesellschaft für zweitstelligen Grundkredit Deutscher Bausparer Aktiengesellschaft in Berlin. 
Feuerbaum erlitt 1942 während einer Dienstreise in Lettland einen Autounfall mit Schädelbruch und verstarb noch an der Unfallstelle, was das III. Städtische Krankenhaus im damaligen Mitau bestätigte.

## Schriften (Auswahl)
- Wollhandel und Wollpreise. Leipzig 1925.
- Hilfe für die Landwirtschaft. In: Bochumer Anzeiger und General-Anzeiger. vom 3. Juli 1929, S. 1.
- Neuregelung und Abbau der Wohnungszwangswirtschaft. In: Bergische Zeitung vom 5. Dezember 1929, S. 3.
- Baufinanzierung auf privatwirtschaftlicher Grundlage. Das Grundeigentum. 1934.